# ایگزیبیت
آلوین ناتانیل جونیر آی‌وی (به انگلیسی: Alvin Nathaniel Joiner IV) (زاده ۱۸ سپتامبر ۱۹۷۴) بازیگر، رپر و مجری برنامه‌های تلویزیونی است که بیشتر با نام «ایگزیبیت» شناخته می‌شود. او به عنوان میزبان برنامه پیمپ مای راید شبکه ام‌تی‌وی، که موفقیت‌های اصلی او را به همراه داشته است شناخته می‌شود. قبل از میزبانی این برنامه او شهرتش را در وست کوست هیپ هاپ به‌دست آورد
از فیلم‌های او می‌توان به تریپل اکس: دولت متحد، ستوان بد: بندر نیواورلئان، خرابکاری، پرونده‌های مجهول ۲، ۸ مایل اشاره کرد.